# Anomalie magnétique
Pour les articles homonymes, voir Anomalie.

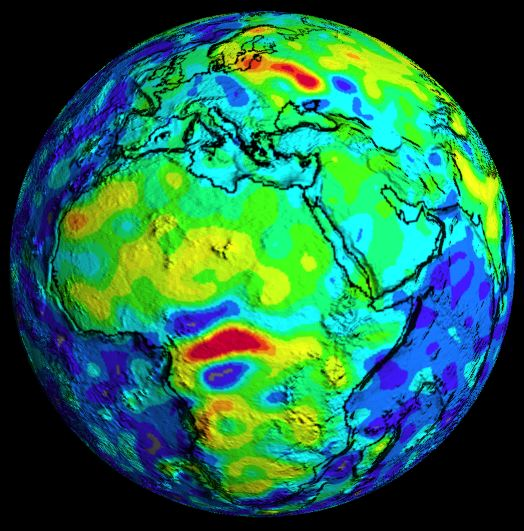
L'anomalie magnétique de Koursk (au nord) et l'anomalie de Bangui (Afrique), enregistrées par satellites.

Les anomalies magnétiques résultent de la fossilisation du champ magnétique par les basaltes de la croûte océanique. Lorsque les roches riches en corps ferromagnétiques se mettent en place, elles fossilisent le champ magnétique existant. Dans tous les océans, les anomalies positives et négatives s'organisent en bandes parallèles. Les anomalies positives sont dues à une aimantation des basaltes lors de leur refroidissement dans le même sens que le champ actuel, les deux valeurs s'ajoutant. Les anomalies négatives sont dues à une aimantation des basaltes dans un champ opposé au champ actuel, lors d'une inversion des pôles. Le fait que ces bandes restent parallèles montre que l'emplacement des pôles est resté sensiblement toujours autour de la position actuelle.
Des relevés aéromagnétiques au-dessus des océans mettent en évidence des bandes d'anomalies parallèles à l'axe des dorsales, de part et d'autre desquelles elles sont pratiquement symétriques. Ces anomalies correspondent à des variations locales du champ magnétique par rapport au champ moyen de la région, avec des valeurs soit légèrement plus fortes (anomalies positives), soit légèrement plus faibles (anomalies négatives). Le champ magnétique moyen est ainsi perturbé par des masses aimantées disposées en bandes parallèles dont l'effet s'ajoute ou se retranche respectivement par rapport au champ magnétique moyen.
L'étude d'anomalies magnétiques a pu démontrer, avec d'autres moyens (tels l'étude des âges sédimentaire, l'étude des îles formées par des roches volcaniques, l'étude des fossiles ou encore en regardant les continents qui semblaient avoir été réunis auparavant), la tectonique ou le déplacement, aussi appelé accrétion, des plaques lithosphériques du globe terrestre.